# Dave Made a Maze
Dave Made a Maze és una pel·lícula de fantasia i d'aventures comèdia de terror estatunidenca del 2017 dirigida per Bill Watterson i protagonitzada per Nick Thune, Meera Rohit Kumbhani, Kirsten Vangsness, Stephanie Allynne, James Urbaniak i John Hennigan. La pel·lícula se centra en el titular Dave que construeix un fort de cartró que d'alguna manera sobrenatural alberga un laberint sencer ple de trampes i criatures mortals. Es va estrenar a la Slamdance Film Festival el 21 de gener de 2017, on va guanyar un Premi del Públic a la Millor Narrativa. Va ser llançat el 18 d'agost de 2017 per Gravitas Ventures.

## Argument
Mentre la seva xicota Annie està fora el cap de setmana, Dave, de 30 anys, treballa amb fervor en el seu proper gran projecte artístic. En Dave té el costum de no poder acabar res, aparentment està sense feina i obté els seus ingressos dels seus pares, que creu que estan cansats d'ell. Finalment té un avenç i comença a construir alguna cosa des del centre i a sortir-ne. Quan l'Annie torna a casa, se sorprèn de trobar el projecte de Dave: un petit fort de cartró que suposadament és més gran per dins. En Dave, que es comunica amb l'Annie des dels respiradors que va afegir, li diu que no entri ni destrueixi el seu projecte. Quan l'Annie sacseja l'exterior, està confosa per l'abundància de soroll i maquinària que sent a l'interior.
L'Annie truca a Gordon, que arriba a la mateixa conclusió, i ell, al seu torn, truca a diversos dels seus amics, inclosos Leonard, Brynn, Greg, Jane i Harry, un cineasta, juntament amb el seu operador de boom i cameraman. També porten a l'atzar un rodamon (perquè aparentment "sap de cartró") i dos turistes flamencs. Leonard abandona breument l'apartament decepcionat quan s'assabenta que no poden entrar. En Harry intenta aconseguir una reacció d'Annie per un documental que se suposa que està filmant i, en adonar-se de quant li importa realment en Dave, tot el grup (menys el vagabund) entra al laberint. Annie, Gordon, Harry i la seva tripulació s'uneixen mentre veuen de primera mà la veritable naturalesa surrealista i sobrenatural del laberint i viatgen d'habitació en habitació on s'adonen que hi ha ocells origami vius i altres criatures. Leonard torna més tard a l'apartament i al llarg de la pel·lícula es veu seguint de prop el grup, mentre que els turistes flamencs semblen simplement estar fent un pícnic al laberint.
Finalment, el grup principal es topa amb la Jane, que, després de trepitjar una palanca, li talla el cap amb una destral (encara que en comptes de sang, el seu cos arrossega fil vermell i confeti). Greg i Brynn es troben en unes catacumbes i Greg s'enfonsa amb un cable i és empalat per una trampa. Brynn es troba amb l'Annie i la resta i quan tornen a Greg descobreixen que el seu cos ha desaparegut. Basant-se en les "impressions de pots de pintura", Gordon dedueix que un Minotaure li va treure el cos. L'Annie utilitza un cúter per tallar les parets i s'adona que el laberint és viu. Mentre el grup salta a través de la paret, el Minotaure mata a Brynn. El grup es troba amb Dave, que els porta a un lloc segur. En Dave admet que no està segur de com va ser el laberint com és, però sap que està creixent per si sol i que podria estar connectat amb la seva imaginació. Insisteix que acabin el laberint per poder escapar, tot i que no sap com. En Dave també revela que la seva mà ara està feta completament de cartró a causa d'enganxar-la en un forat en forma de vulva estranya.
Després de diversos altres gairebé morts, el grup s'adona que han d'atacar el laberint en el seu cor, que Dave no va fer. Arriben a una estranya versió de titelles de cartró de Brynn que no para de demanar xocar els cinc. Immediatament s'adonen que és una trampa i Gordon, Harry i la seva tripulació la mantenen distreta entrevistant-la mentre Dave i Annie se'n van a buscar el cor. Després d'un altre moment surrealista de claredat, Dave i Annie aconsegueixen fer un cor semblant a un zoòtrop. Van tallar la paret que fa que el laberint reaccioni. Gordon, Harry i la tripulació intenten atrapar el fals Brynn que de sobte produeix una mà demoníaca gegant. La mà es retira, però el càmera és arrossegat amb ella. Llança la bossa de cintes a en Harry abans de morir.
El grup es reuneix mentre Gordon distreu el Minotaure allunyant-lo. Passa Leonard que és mort per fulles de serra de cartró. En Dave, l'Annie, en Harry i l'operador del boom van al cor i, amb una katana, tallen el cor fent caure totes les parets i tot el laberint. Tothom es troba de nou a l'apartament i procedeix a netejar tot el cartró. En Harry encarrega a Gordon d'explicar-li a les famílies dels que van morir i li pregunta a Dave com haurien d'anomenar el documental. Dave suggereix sarcàsticament Dave Made a Maze, malgrat la creença de Gordon que era un laberint. Mentre en Dave i l'Annie llencen l'última cartolina pel contenidor, no s'adonen que el Minotaure surt amb un ocell d'origami. El Minotaure s'allunya mentre vomita un senyal ILY.

## Repartiment
- Meera Rohit Kumbhani com a Annie
- Nick Thune com a Dave
- Adam Busch com a Gordon
- James Urbaniak com a Harry
- John Hennigan com el Minotaure
- Frank Caeti com a operador de boom
- Scott Narver com a càmera
- Stephanie Allynne com a Brynn
- Kirsten Vangsness com a Jane
- Scott Krinsky com a Leonard
- Tim Nordwind com a Greg
- Rick Overton com a Hobo
- Drew Knigga com a turista flamenc
- Kamilla Alnes com a turista flamenca

## Recepció

### Resposta crítica
Al lloc web de agregació de ressenyes Rotten Tomatoes, la pel·lícula té un índex d'aprovació del 86% basat en 58 crítiques, amb una valoració mitjana de 7,5/10. El consens crític del lloc web diu: "Dave Made a Maze ofereix una narració decent, però s'enfonsa en aigües estilístiques atrevides, establint el director Bill Watterson com un cineasta fresc i inventiu." Metacritic va donar una puntuació de 60 sobre 100 en base a 9 ressenyes, indicant "crítiques mixtes o mitjanes".

### Reoneixements
| Premi / Festival                                          | País         | Data de cerimònia                | Categoria                                             | Receptor(s)                   | Resultat  | Ref(s)          |
| --------------------------------------------------------- | ------------ | -------------------------------- | ----------------------------------------------------- | ----------------------------- | --------- | --------------- |
| Festival de Cinema de Florida                             | Estats Units | 1 de maig de 2017                | Gran Premi del Jurat a la millor pel·lícula narrativa | Dave Made a Maze              | Guanyador | [ 5 ]           |
| L Festival Internacional de Cinema Fantàstic de Catalunya | Catalunya    | 14 d’octubre de 2017             | Premi Noves Visions One                               | Dave Made a Maze              | Guanyador | [ 6 ]           |
| Slamdance Film Festival                                   | Estats Units | 20-26 de gener de 2017           | Premi del públic a la millor pel·lícula narrativa     | Dave Made a Maze              | Guanyador | [ 7 ]           |
| Festival de Cinema d'Omaha                                | Estats Units | 7-12 de març de 2017             | Premi del jurat a la millor pel·lícula                | Dave Made a Maze              | Guanyador | [ 8 ]           |
| Festival de Cinema de Sun Valley                          | Estats Units | 15-19 de març de 2017            | Un premi en un milió                                  | Dave Made a Maze              | Guanyador | [ 9 ]           |
| Fantaspoa                                                 | Brasil       | 19 de maig al 4 de juny de 2017  | Premi del Jurat, Millor Llargmetratge                 | Dave Made a Maze              | Guanyador | [ 10 ]          |
| Fantaspoa                                                 | Brasil       | 19 de maig al 4 de juny de 2017  | Premi del Jurat, Millor Direcció d'Art                | Jeff White                    | Guanyador | [ 10 ]          |
| Festival de Cinema Fantàstic Europeu d'Estrasburg         | França       | Del 15 al 24 de setembre de 2017 | Premi del Públic, Millor Llargmetratge                | Dave Made a Maze              | Guanyador | [ 11 ]          |
| Festeival de Cinema Underground de Boston                 | Estats Units | 26 d'abril al 3 de maig de 2017  | Premi del Públic, Millor Llargmetratge                | Dave Made a Maze              | Guanyador | [ 12 ]          |
| Festival de cinema Shivers                                | Alemanya     | 23-28 de novembre de 2017        | Premi del Públic, Millor Llargmetratge                | Dave Made a Maze              | Guanyador | [ cal citació ] |
| Festival de Cinema Underground de Calgary                 | Canadà       | 17-23 d'abril de 2017            | Premi del Públic, Millor Llargmetratge                | Dave Made a Maze              | Guanyador | [ 13 ]          |
| Premis Saturn                                             | Estats Units | 27 de juny de 2018               | Millor llançament de DVD o Blu-ray                    | Dave Made a Maze              | Guanyador | [ 14 ]          |
| Festival de Cinema de Calella                             | Espanya      | 22 de juny a 1 de juliol de 2018 | Premi Creative Rosebud, Millor guió                   | Steven Sears i Bill Watterson | Guanyador | [ 15 ]          |